# 金·達康
金·達康（英語：Kim Dotcom，1974年1月21日—），又譯為金·德康，原名金·施米茨（Kim Schmitz），也稱為金寶（Kimble），金·提姆·君·韋斯特（Kim Tim Jim Vestor），德國與芬蘭籍電腦工程師與商人，也是藝人和政黨組織者。

## 生平
生於德國基爾。在1990年代初期，他為青少年網路企業家的身分而在德國一舉成名。
達康最為人知的事蹟便是身為現已無法運作的雲端儲存系統Megaupload (2005~2012)的創辦人。在1990年代初期 ，他以青少年駭客的身分駭入電話公司的資料庫 ，並販售電話卡號碼，被判了兩年的緩刑。此舉動讓他在德國聲名大噪 。
2013年 ，達康宣布成立另一個叫MEGA雲端儲存平台 ，Mega的加密功能以防政府或第三黨的監控使用者的隱私 。除此之外 ，他還創立並資助紐西蘭網路黨 ，並在2014年角逐紐西蘭的國會大選 ，但最終以失敗收場未贏得任何席次。現居於紐西蘭的奧克蘭市。
在Megaupload被強制關閉後 ，美國司法部以洗錢 、侵權 、電信詐欺等罪名將達康起訴 ，但達康否認了所有的罪刑 。美國方面欲將其引渡回美國。2017年2月17日 ，紐西蘭法院判決將達康和其合夥Mathias Ortmann、Bram van der Kolk和Finn Batato引渡到美國 。對此結果，達康和他的律師決定提起上訴 。2024年8月，新西兰一家法庭维持此前的判决，认定金‧德康可以引渡至美国接受审判。新西兰司法部长隨後批准金‧德康可引渡至美國。

## 個人生活
金·達康本名為金·施米茨 ，生於西德的基爾 。他的父親是德國人，母親是芬蘭人，因此他也擁有芬蘭國籍。
達康曾經被稱為全世界最大的網路企業家之一 。為了紀念網路發展 ，達康在2005年將自己的姓氏改為「Dotcom」。
在紐西蘭被捕之前 ，他以享受奢華生活而出名 。2001年的時候，達康的主要收入來自一家叫Kimvestor的公司，他對外宣稱那家公司估值約二十億歐元。達康在購買豪華遊艇和高級名車上也毫不手軟。
達康在2010年11月29日取得了紐西蘭的永久居留權。2009年，他與菲律賓籍女模Mona Verga結婚，倆人共育有5名子女。2014年，達康在Twitter上表示，他和妻子Mona已分居並已申請離婚。